# 鄧練賢
邓练贤（1949年12月9日—2003年4月21日），SARS殉职医务人员，廣東台山市人，前广州中山大学附属第三医院传染病科党支部书记、主任医师。

## 生平
在2003年SARS事件爆发期间感染SARS病毒，于2003年4月21日下午5时40分逝世